# تاريخ الصواريخ

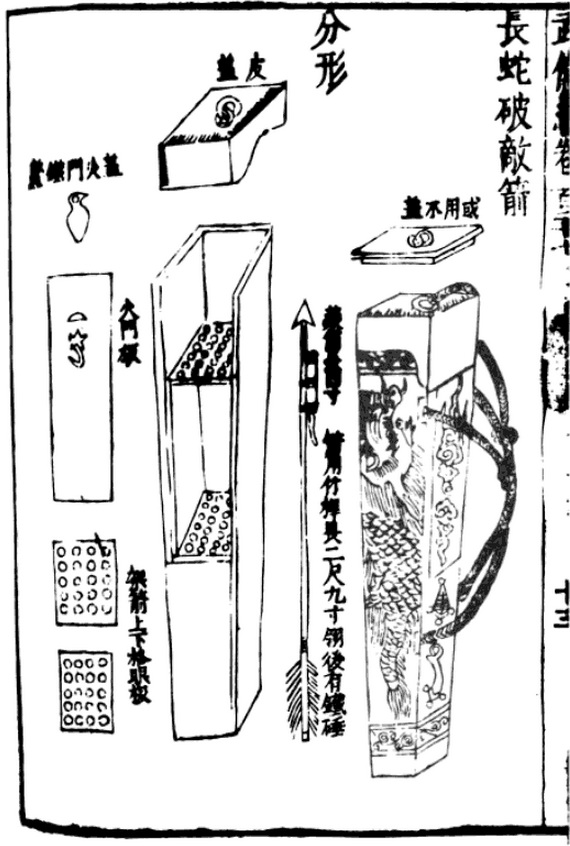
صاروخ طويل علي قاذفة صواريخ

تاريخ الصواريخ: وضعت الصواريخ التي تعمل بطاقة البارود الأولى في عهد أسرة سونغ في الصين في القرن ال13. وانتشرت في جميع أنحاء العالم القديم في أعقاب غزوات المغول في منتصف القرن ال13 . واستخدمت الصواريخ الحديثة في العصور الوسطى عسكريا مثل الأسلحة الحارقة في الحصار.
وقد صممت الصواريخ الاولي المغلفة بالحديد في أواخر القرن ال15 في مملكة ميسور. استخدام أنواع الوقود السائل بدلا من البارود لتحسن الفاعلية المدفعية الصاروخية في الحرب العالمية الأولى، وفتح إمكانية رحلات الفضاء  بعد عام 1918.

## في العصور الوسطى
وقد صنعت الصواريخ الحمراء الأولى خلال فترة سلالة سونغ الحاكمة في الصين، فِي القرن الثالث عشر الميلادي.  وكانت هناك تقارير عن سهام النار وأواني حديدية والتي يمكن أن يسمع صدى ارتطامها بالأرض من بعد (25 كم أو 15 ميلا)، مما تسبب في دمار لدائرة نصف قطرها 600 متر (2000 قدم)، على ما يبدو بسبب الشظايا. . والمشكلة هي أن هذا المصطلح الصيني «السهم الناري» (火箭) يمكن أن يشير الي السهام المتفجرة، أو السهام مدفوعا البارود.
إلى حد ما فانه إشارة إلى استخدام الاحتراق الداخلي ف صاروخ الدفع في 1264، مسجلا أن «الفأر الارضي»، وهو نوع من الألعاب النارية، وكان سببا في خوف الإمبراطورة الأم الكونغ شنغ في وليمة عقدت علي شرفها من قبل ابنها الإمبراطور.
واحدة من أقدم النصوص ذكرت استخدام الصواريخ  كتبها ضابط المدفعية الصينية جياو يو في منتصف القرن الرابع عشر الميلادي. ذكر هذا النص أيضا استخدام الصاروخ متعدد المراحل والمعروفة بـ «التنين الناري الصادر من الماء»، والذي كان يستخدم في الغالب من قبل البحرية الصينية. 

### انتشار تكنولوجيا الصواريخ

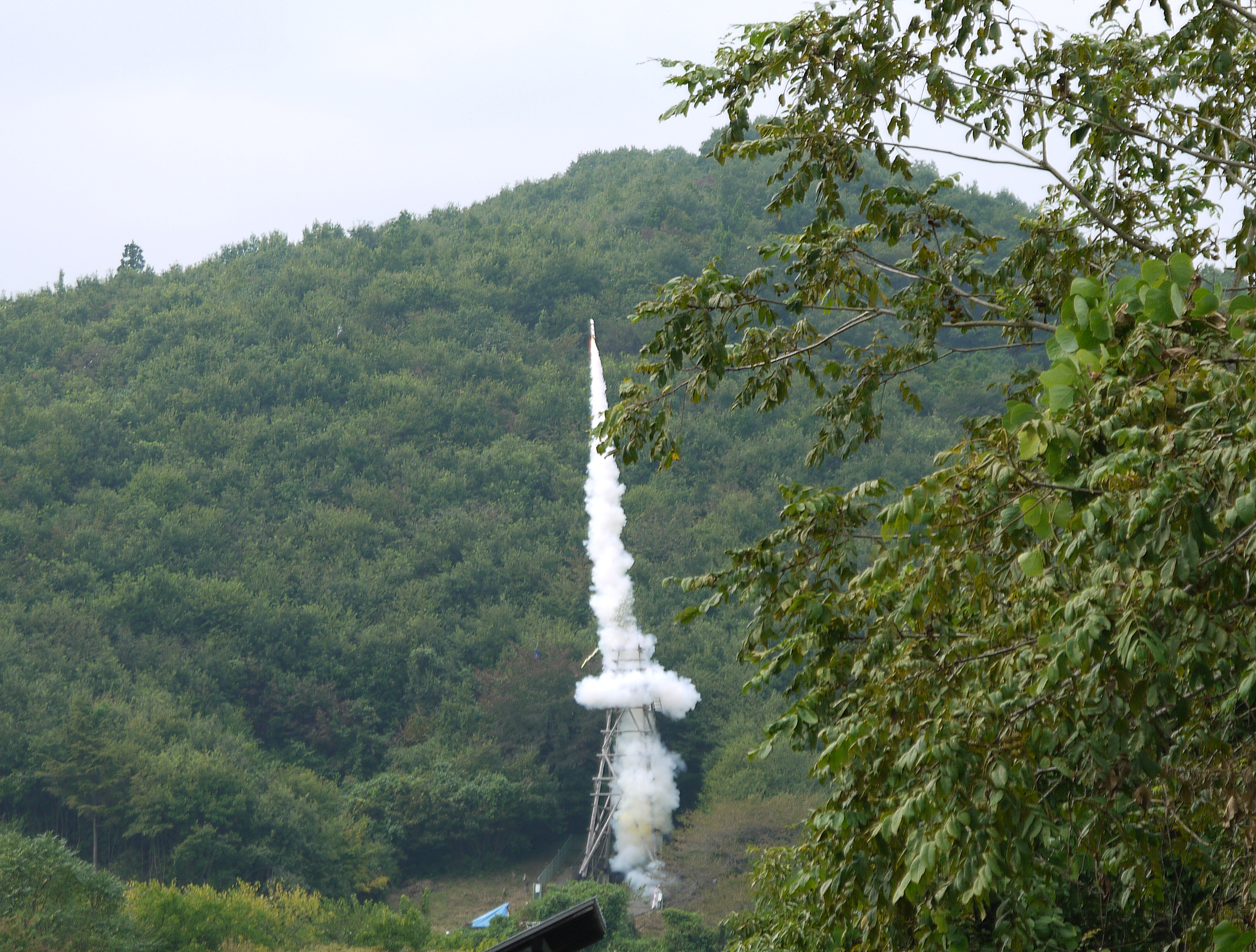

تم استخدام السهم النار الصيني عن طريق المغول في غزو الجزء الشمالي من الصين وتعيين  خبراء صواريخ صينيين كمرتزقة للجيش المغولي، وانتشر هذا الاختراع عبر غزوات المغول في الشرق الأدنى وأوروبا في منتصف القرن الثالث عشر الميلادي. تصف تقارير معركة موهي في 1241  م استخدام أسلحة مثل الصواريخ من قبل المغول ضد المجريين. انتشرت هذه التكنولوجيا أيضا إلى كوريا بحلول القرن الخامس عشر الميلادي، في شكل العربة ذات العجلات، والذي تم استخدامها كمنصة لإطلاق السهام النارية. 
بين 1270  م و1280  م، كتب حسن الرماح (كتاب الفروسية العسكرية والأجهزة الحربية)، والذي شمل 107 وصفات للبارود، 22 منها للصواريخ. وفقا لأحمد حسن، كانت وصفات الرماح أكثر انفجارا من الصواريخ المستخدمة في الصين في ذلك الوقت. وأشارت المصطلحات التي استخدمها الرَمَّاح الأصل للصيني لأسلحة البارود وكتب عنها، مثل الصواريخ والرماح النارية.  ابن البيطار، وهو عربي من إسبانيا هاجر إلى مصر، أعطى اسم «الثلج الصيني» لوصف الملح الصخري. توفي ابن البيطار في (646  هـ - 1248  م). المؤرخون العرب السابقون دعوا الملح الصخري  «الثلج الصيني» و«الملح الصيني.» وكانوايطلقون أيضا اسم «السهام الصينية» للإشارة إلى الصواريخ. أطلق العرب لقب «الصينية» لمسميات مختلفة لاشياء ذات صلة بالبارود. «الزهور الصينية» كان اسم الألعاب النارية، في حين أعطيت «الثلج الصيني» لنترات الصوديوم و«السهام الصينية» على الصواريخ. في حين كان الملح الصخري يسمي «الثلج الصينيي» من قبل العرب، كان يطلق عليه «الملح الصيني» بالفارسي 

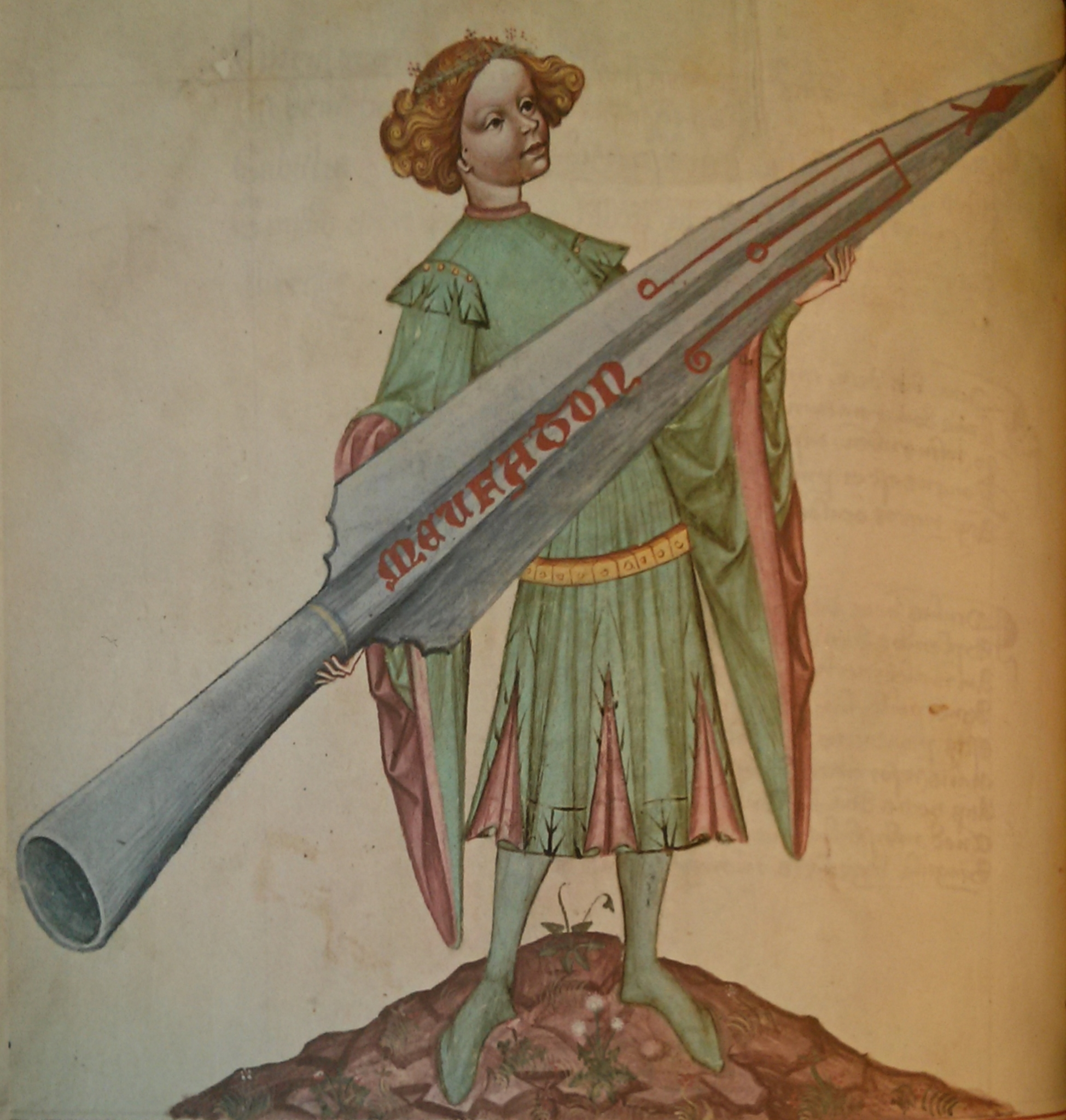
تصوير صاروخ في 1405

قدم روجر باكون واحدة من أقدم ما ذكر عن البارود في أوروبا في 1267. دراساته عن البارود حسنت بشكل كبير مدى صواريخ. بعض الكتاب أطلق علي باكون مخترع البارود (على الرغم من أن أول من استخدموة كانوا الصينيين)، لأنه حوالي 1261 طور الصيغة الصحيحة للبارود (75٪ من نترات الصوديوم، 15٪ من الكربون و10٪ من الكبريت). جين فرويسارت كانت لديه فكرة إطلاق الصواريخ من خلال أنابيب، حتى يتمكن من جعل الرحلات أكثر دقة. هذه الفكرة كانت هي الرائدة في تصنيع البازوكا الحديثة.

## في عصر النهضة أوروبية
تبعا لمؤرخ القرن الثامن عشر الميلادي لودوفيكو أنطونيو، استخدمت الصواريخ في الحرب بين جمهوريتي جنوة والبندقية في كيودجا في 1380  م. انه صاحب الادعاء المنتشر أن أول استخدام أورو للصواريخ يعود إلى 1380  م. كونراد قيصر وصف الصواريخ في أطروحته الشهيرة العسكرية حول 1405 واصفا ثلاثة أنواع من الصواريخ.
في منتصف القرن السادس عشر الميلادي، كتب كونراد هاس الكتاب الذي وصف تكنولوجيا الصواريخ التي تجمع بين الألعاب النارية وتقنيات الأسلحة. تم اكتشاف هذه المخطوطة في 1961  م، في السجلات العامة لسيبيو.
كلمة الصاروخ «روكيت»  تأتي من المعني الإيطالي، بمعنى «بكرة» أو «المغزل الصغير»[بحاجة لمصدر] نظرا للتشابه في الشكل إلى البكرة التي تستخدم لعقد الحبل في عجلة الغزل. تم تداول الاسم الإيطالي في ألمانيا في منتصف القرن السادس عشر الميلادي، من خلال ليونارد فرونسبرجر في كتابه عن المدفعية الصاروخية التي نشرت في 1557، وذلك باستخدام «روجيت» وعن طريق كونراد هاس كـ «روكيتا». اما استخدامها في الإنجليزية يعود الي كاليفورنيا 1610. وهذا هو تفسير أفضل وأكثر عقلية من التفسير الذي يرجع استخدام كلمة صاروخ يعود إلى العصر الحجري.

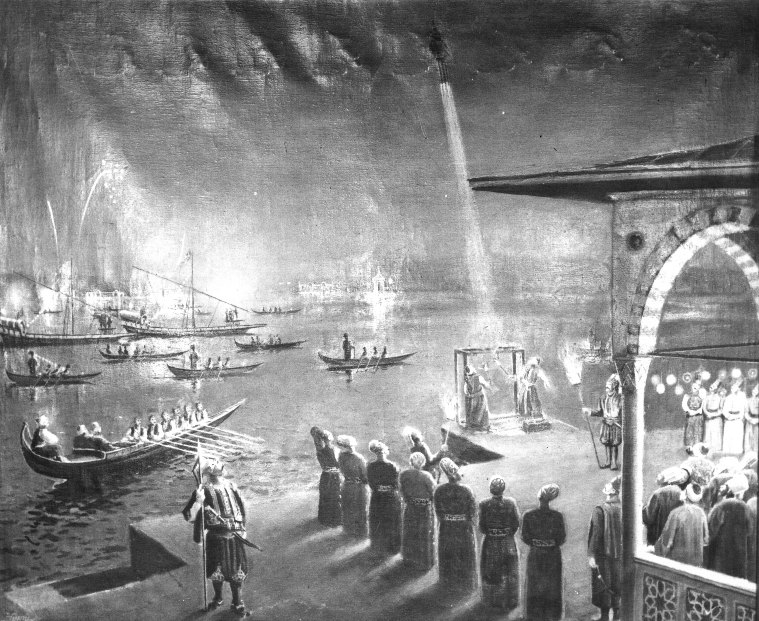
صورة صاروخ تعود إلى القرن ال17

## صواريخ البارود في القرن ال19

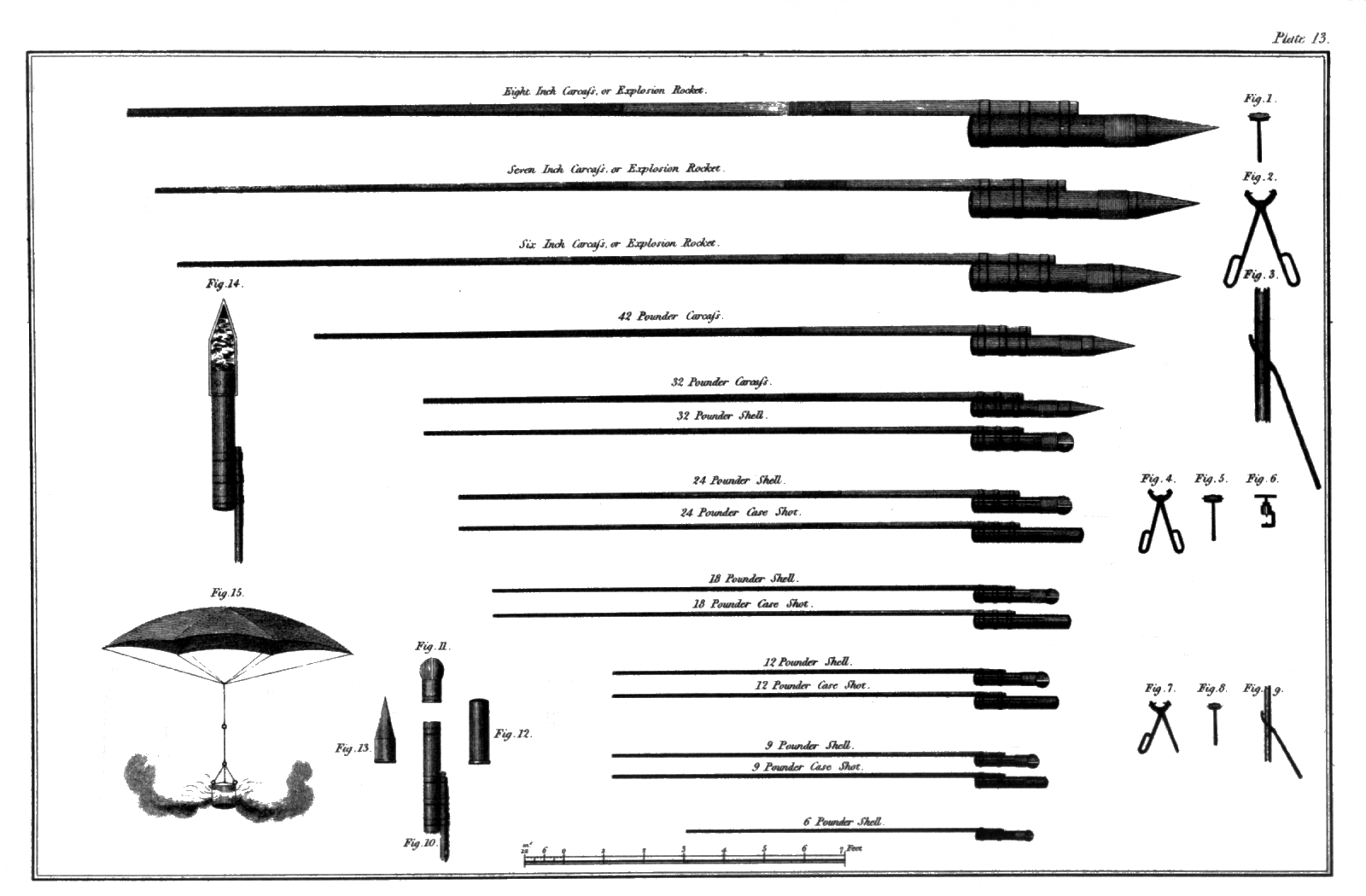

وليام كونجريف، شخصية رئيسية في هذا المجال. من 1801  م، بحث كونجريف على التصميم الأصلي للصواريخ ووضع  برنامج تنمية قوية في معامل المدفعية. أعد كونغرف خليط يعمل بالوقود الجديد، ووضع المحركات الصاروخية مع أنبوب حديد قوي. وزن هذا الصاروخ حوالي 32 باوند (14.5 كجم). وكان الإعلان الأول من المدفعية الملكية لصواريخ الوقود الصلب في 1805  م. هناك صواريخ تم استخدامها بشكل فعال خلال الحروب النابليونية وحرب 1812. نشر كونغريف  ثلاثة كتب عن الصواريخ. 
منذ هذه النقطة، بدأ استخدام الصواريخ العسكرية ينتشر في جميع أنحاء العالم الغربي. في معركة بالتيمور في 1814  م، اطلقت الصواريخ على فورت ماكهنري من قبل سفينة الصواريخ إريبس وكان هذا مصدر وهج الصواريخ الأحمر  كما وصفها فرانسيس سكوت كي  في النشيد الوطني الأمريكي. استخدمت الصواريخ أيضا في معركة واترلو.
وكانت الصواريخ في البداية غير دقيقة بما فيه الكفاية. دون استخدام التحكم والسيطرة، كانت الصواريخ تنحرف بحدة للخروج من مسارها المقصود. تم تقليل هذا الخطأ في صواريخ كونجريف البريطانية عن طريق ربط عصا طويلة لنهاية صاروخ  لتجعل من الصعب على الصاروخ تغيير مساره. أكبر صواريخ كونجريف كانت 32 باوند (14.5 كلغ)، والتي كان لها عصا طولها 15 قدما (4.6 متر). في الأصل، ووضعت العصا في الجانب، ولكن هذا تم تغييره في وقت لاحق إلى تصاعد في وسط الصاروخ، والحد من السحب وتمكين الصاروخ ليكون إطلاقه أكثر دقة عن طريقة شريحة من الأنابيب.
في 1815  م، بدأ ألكسندر ديميتريفيتش زاسيادكو عمله على خلق صواريخ البارود العسكرية. قام ببناء منصات إطلاق الصواريخ، مما سمح للصواريخ  أن تطلق في مجموعات (6 صواريخ في كل مرة). وضع زاسيادكو تكتيكا للاستخدام العسكري من الأسلحة الصاروخية. في 1820  م، تم تعيين زاسيادكو رئيس  مخزن الأسلحة في بتروسبورج، مسحوق مصنع، في روسيا. قام بتنظيم إنتاج الصواريخ في ورشة عمل خاصة للصواريخ وخلق أول صواريخ في الجيش الروسي. 
تم تحسين مشكلة مشكلة الدقة إلى حد كبير في 1844  م عندما عدل  وليام هيل تصميم الصاروخ  مما تسبب أن الصاروخ يدور على طول محوره  مثل الرصاصة. أزالت صواريخ هيل الحاجة إلى عصا الصواريخ، وسافرت أبعد نتيجة إلى انخفاض مقاومة الهواء، وأصبحت أكثر دقة بكثير. 

## رائدوا الصواريخ في القرن العشرين
في بداية القرن العشرون الميلادي، كان هناك انفجار للبحث العلمي في مجال السفر بين الكواكب، مدفوعا إلى حد كبير عن طريق الإلهام من الخيال من قبل كتاب مثل جول فيرن. اعتبر العديد من العلماء أن الصواريخ كتقنية  قادرة على تحقيق ذلك في الحياة الحقيقية، وهذه الإمكانية تم التعرف عليها لأول مرة في 1861  م من قبل ويليام ليتش.
في 1903  م، ومعلم الرياضيات في المدرسة الثانوية قسطنطين تسيولكوفسكي (1857-1935)، الذي نشر (استكشاف الفضاء الكوني)، وأول عمل علمي خطير عن السفر إلى الفضاء. معادلة تشياكوفسكي للصواريخ هي المبدأ الذي تحكم ف اندفاع الصواريخ، قد سميت باسمه تكريما له (على الرغم من أنه قد تم اكتشاف هذا سابقا). ودعا أيضا إلى استخدام الهيدروجين السائل والأكسجين، وحساب السرعة القصوى. كان عمله غير معروف أساسا خارج الاتحاد السوفيتي، ولكن داخل البلاد قد الهم  المزيد من البحث والتجريب وتشكيل جمعية دراسات السفر بين الكواكب  في عام 1924. 

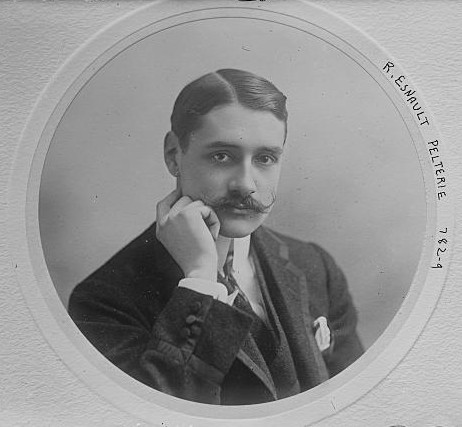
روبرت 1909

في عام 1912، نشر روبرت انسالت محاضرة عن نظرية الصواريخ والسفر بين الكواكب. قال انه مستمدة من معادلة الصواريخ لتشياكوفسكي، اعد الحسابات الأساسية عن الطاقة اللازمة لعمل رحلات ذهابا وإيابا إلى القمر والكواكب، واقترح استخدام الطاقة النووية (أي الراديوم) كوقود. 

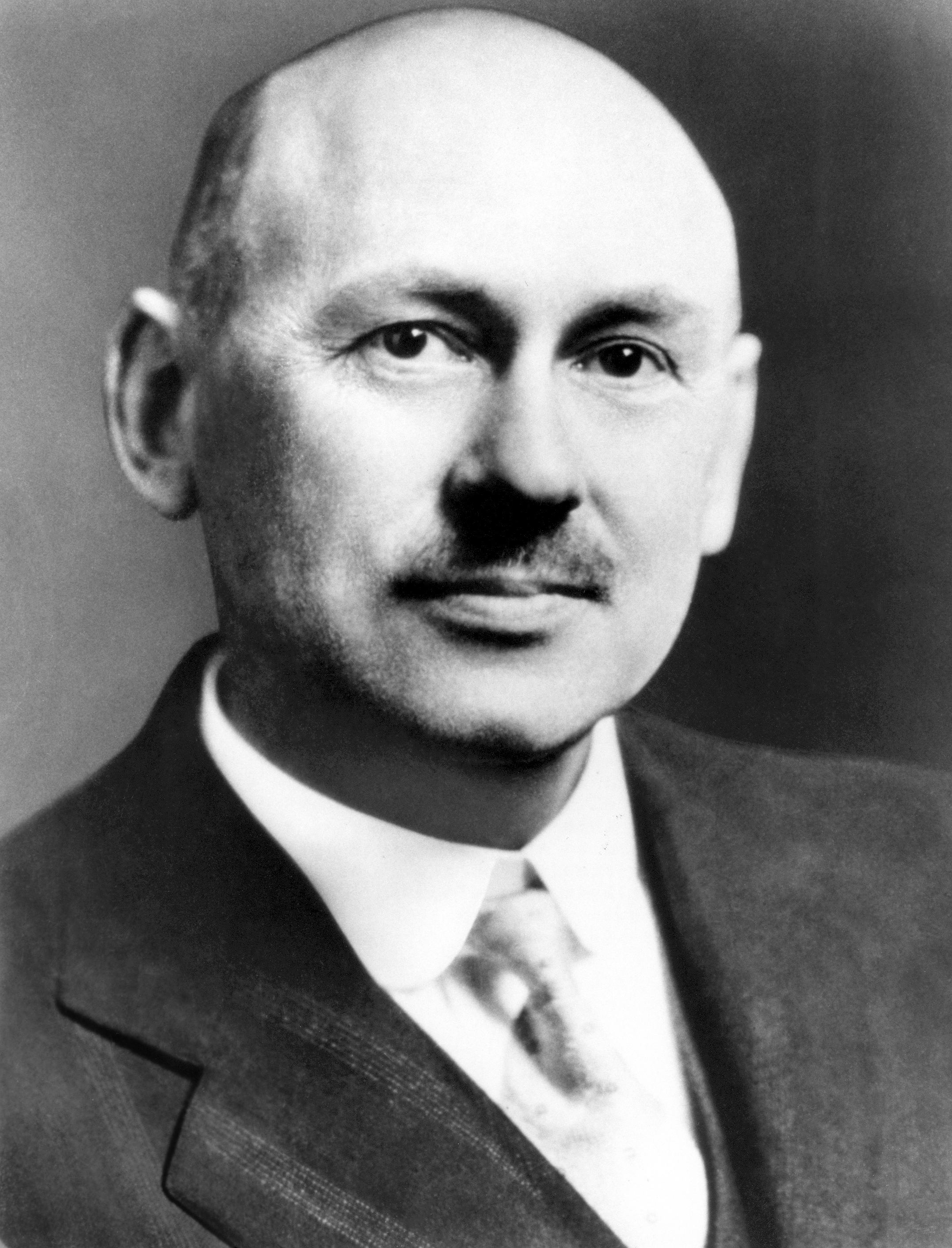
ر وبرت حودارد

في عام 1912 روبرت جودارد، بدأ تحليل دقسق للصواريخ، وخلص إلى أن الصواريخ التي تعمل بالوقود الصلب التقليدية تحتاج إلى تحسين في ثلاث طرق. أولا، يجب أن تحرق الوقود في غرفة الاحتراق الصغيرة، بدلا من بناء حاوية بالوقود بالكامل  للصمود في وجه الضغوط العالية.
ثانيا، يمكن أن يتم ترتيب الصواريخ على مراحل.
وأخيرا، وسرعة العادم (وبالتالي الكفاءة) يمكن زيادته زيادة كبيرة إلى ما وراء سرعة الصوت باستخدام فوهة دي لافال. حصل على براءة اختراع في هذه المفاهيم في عام 1914.
في عام 1920، نشر غودارد هذه الأفكار والنتائج التجريبية. وتضمن العمل ملاحظات حول إرسال صاروخ يعمل بالوقود الصلب إلى القمر، والتي جذبت انتباه العالم لقد حاذ السخرية والنقد معا. وصدرفي نيويورك تايمز:
"البروفيسور غودارد، "  كلية كلارك، لا يعرف العلاقة بين الفعل على رد الفعل، وضرورة ان يكون هناك ماهو أفضل من الفراغ ضد رد الفعل.وبطبيعة الحال يبدو أنه فقط يفتقر إلى المعرفة"
-نيويورك تايمز، 13 يناير 1920 
في عام 1923، هيرمان أوبرث (1894-1989) نشر (الصاروخ إلى الفضاء الكوكبي)، نسخة من رسالة الدكتوراه، بعدما رفضته جامعة ميونيخ. 

## الصواريخ الحديثة

### ما قبل الحرب العالمية الثانية

روبرت جودارد وأول صاروخ يعمل بالوقود السائل.

نشأت الصواريخ الحديثة عندما ربط جودارد (فوهة دي لافال) الأسرع من الصوت  بغرفة الاحتراق  لمحركات الصواريخ التي تعمل بالوقود السائل. هذه الفتحات تحول الغاز الساخن من حجرة الاحتراق إلى برودة، تفوق سرعتها سرعة الصوت، اندفاع موجه للغاز، أي أكثر من ضعف قوة الدفع ورفع كفاءة المحرك من 2٪ إلى 64٪. في 16 مارس 1926 أطلق روبرت جودارد أول صاروخ يعمل بالوقود السائل في العالم في صحراء، ماساشوستس.
خلال العشرينيات من القرن العشرون الميلادي، ظهرت عدد من المؤسسات البحثية في الصواريخ في جميع أنحاء العالم. في 1927  م بدأ مصنع السيارات الألمانية أوبل عمل ابحاث عن المركبات الصاروخية. في 1928  م، قاد فريتز فون أوبل سيارة صاروخية، أوبل- RAK.1 على مسار أوبل للسَّيَّارَات في روزلسهايم بألمانيا. في 1929  م بدأ فون أوبل في مطار فرانكفورت بالطائرة أوبل-ساندر 1، والتي أصيبت بأضرار لا يمكن إصلاحه خلال الهبوط الحاد بعد أول رحلة لها.
في منتصف العشرينات، كان العلماء الألمان قد بدأوا تجريب الصواريخ التي تستخدم الوقود الدفعي السائل قادرة على الوصول إلى ارتفاعات عالية نسبيا. في 1927  م، وكذلك في ألمانيا، وكان فريق من مهندسي الصواريخ الهواة قد شكل (جمعية الصواريخ الألمانية)، وفي 1931  م أطلق صاروخ الوقود السائل (باستخدام الأكسجين والبنزين). 
من 1931  م-1937  م في الاتحاد السوفياتي،
بدأ العمل العلمي واسع النطاق على تصميم محرك الصاروخ في مختبر ديناميات الغاز في لينينغراد. قام المختبر الممول جيدا بالمال والمهندسين ببناء أكثر من 100 محرك تجريبي تحت إشراف فالنتين غلوشكو.ومع ذلك، فإن اعتقال غلوشكو خلال عمليات التطهير الستالينية في 1938  م أوقفت هذه التنمية.
وقد تم عمل مماثل من 1932  م فصاعدا من قبل الأستاذ النمساوي يوجين سانجر، الذي هاجر من النمسا إلى ألمانيا في 1936  م. كان يعمل هناك على مركبات فضائية  تعمل بقوة الصاروخ.
في 1936  م، بدأ برنامج بحث بريطاني مقره في فورت هالستيد تحت إشراف الدكتور ألوين كرو تضمن العمل على سلسلة من الصواريخ التي تعمل بالوقود الصلب والتي يمكن استخدامها كأسلحة مضادة للطائرات. في 1939  م، تم تنفيذ عدد من الإطلاقات التجريبية  في المستعمرة البريطانية جامايكا.
في الثلاثينيات من القرن العشرون الميلادي، بدأ الجيش الألماني  بالاهتمام بالصواريخ. القيود المدفعية التي فرضتها معاهدة فرساي 1919  م قللت من الوصول الألمانيِّ إلى الأسلحة بعيدة المدى. لإمكانية استخدام الصواريخ  بعيدة المدى فإن الجيش الألماني قام بتمويل  فريق لتولي هذه المهمة، ولكن بسبب تركيزهم العلمي البحت، خلقوا فريق البحث الخاص بهم. بناء على طلب من القادة العسكريين، فيرنر فون براون، عالم الصواريخ، انضم إلى الجيش وطور أسلحة بعيدة المدى للاستخدام في الحرب العالمية الثانية من قبل ألمانيا النازية. 

### الحرب العالمية الثانية

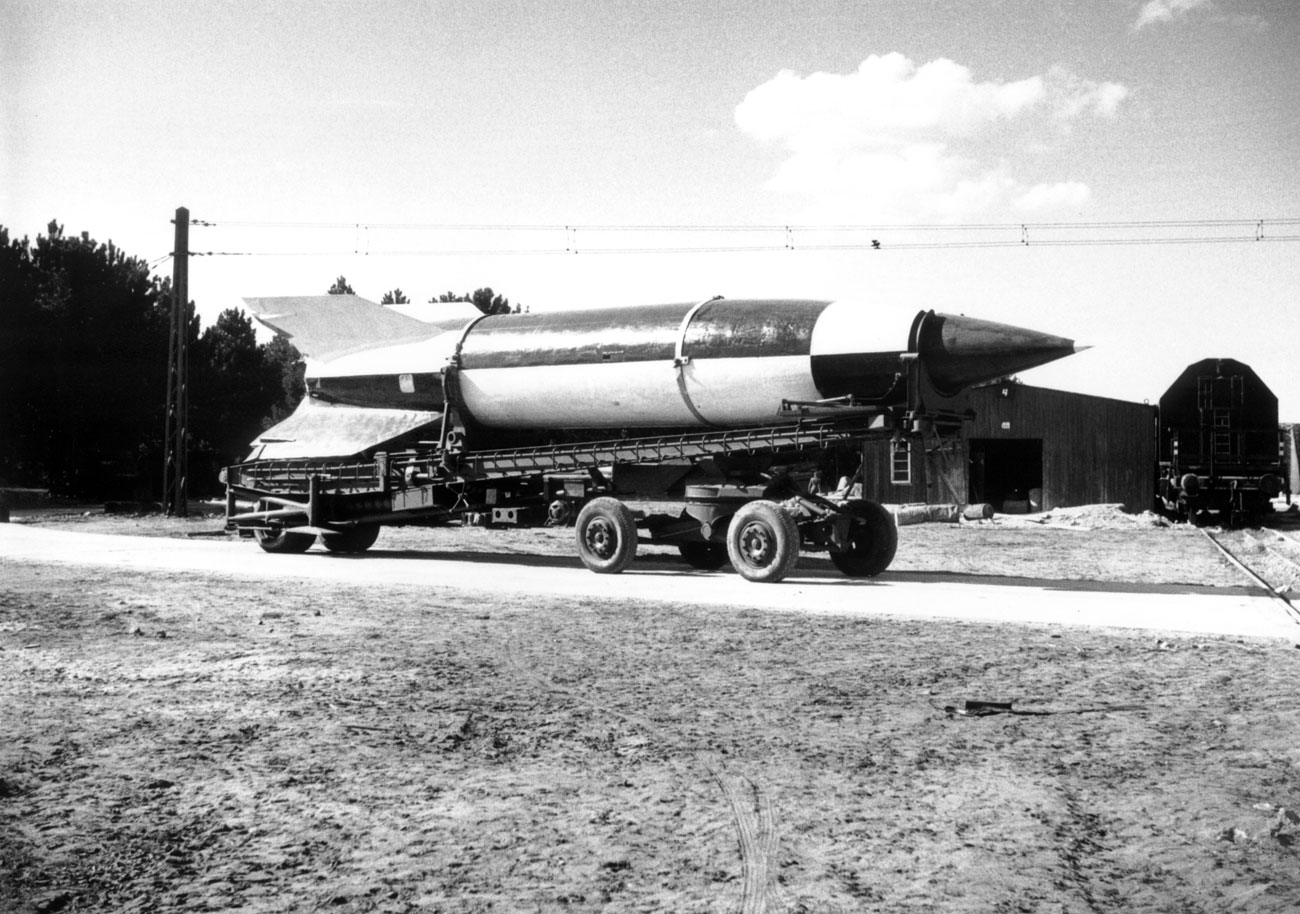
صاروخ الماني

في 1943  م، بدأ إنتاج الصاروخ V-2 في ألمانيا. وكان له مدي تشغيل 300 كيلومتر (190 ميل) ويحمل 1000 كيلوغرام (2200 رطل) رأس حربي، مع عبوة ناسفة أماتول. وحقق  أقصى ارتفاع  لحوالي 90 كيلومتر (56 ميل)، ولكن يمكن تحقيق 206 كيلومتر (128 ميل) إذا شنت عموديا. أطلقت الآلاف في مختلف دول الحلفاء، وخاصة بلجيكا، وكذلك إنجلترا وفرنسا. في حين أنه لا يمكن أن يتم اعتراضها، تصميم نظام التوجيه والرؤوس الحربية التقليدية واحد يعني أنه كان دقيقا بشكل كاف ضد أهداف عسكرية. وقتل ما مجموعه 2754 شخص في إنكلترا، وكان هناك 6523 جريح قبل انتهاء حملة الإطلاق. وكانت هناك أيضا 20,000 حالة وفاة من السخرة خلال بناء V-2S. بينما لم تؤثر تأثيرا كبيرا على مسار الحرب، بينت V-2 مظاهر قاتلة من قدرات الصواريخ الموجهة.
بالتوازي مع برنامج الصواريخ الموجهة في ألمانيا النازية، استخدمت الصواريخ أيضا على متن الطائرات، إما لمساعدة الإقلاع الافقي، الإقلاع الرأسي أو لتوفير الطاقة منها . خلال الحرب أيضا وضعت ألمانيا صواريخ عدة موجهة وغير موجهة من الجو إلى الجو والبر إلى الجو أو أرض-أرض .

### ما بعد الحرب العالمية الثانية

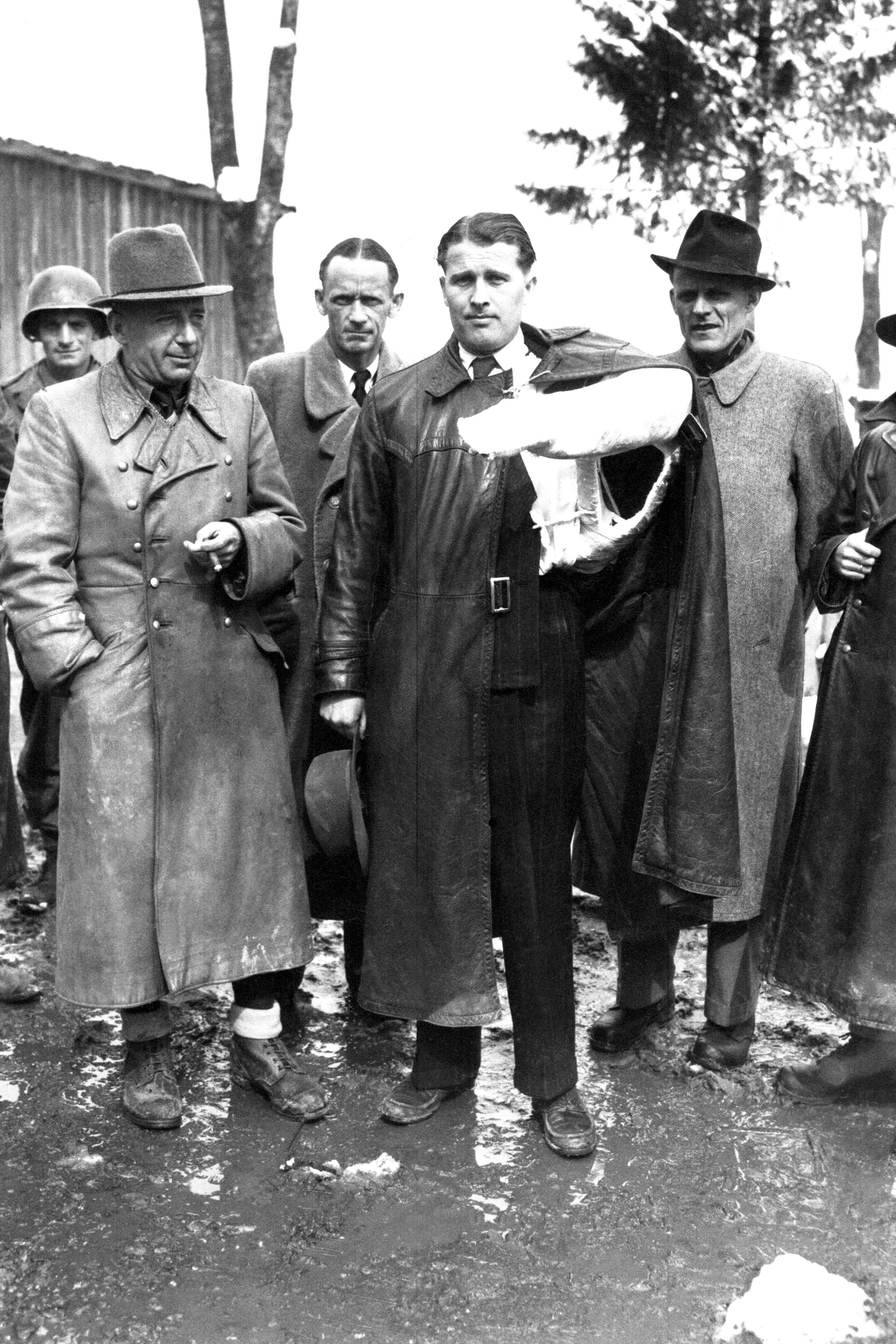
فون براون بعد إلقاء القبض عليه من قبل الحلفاء

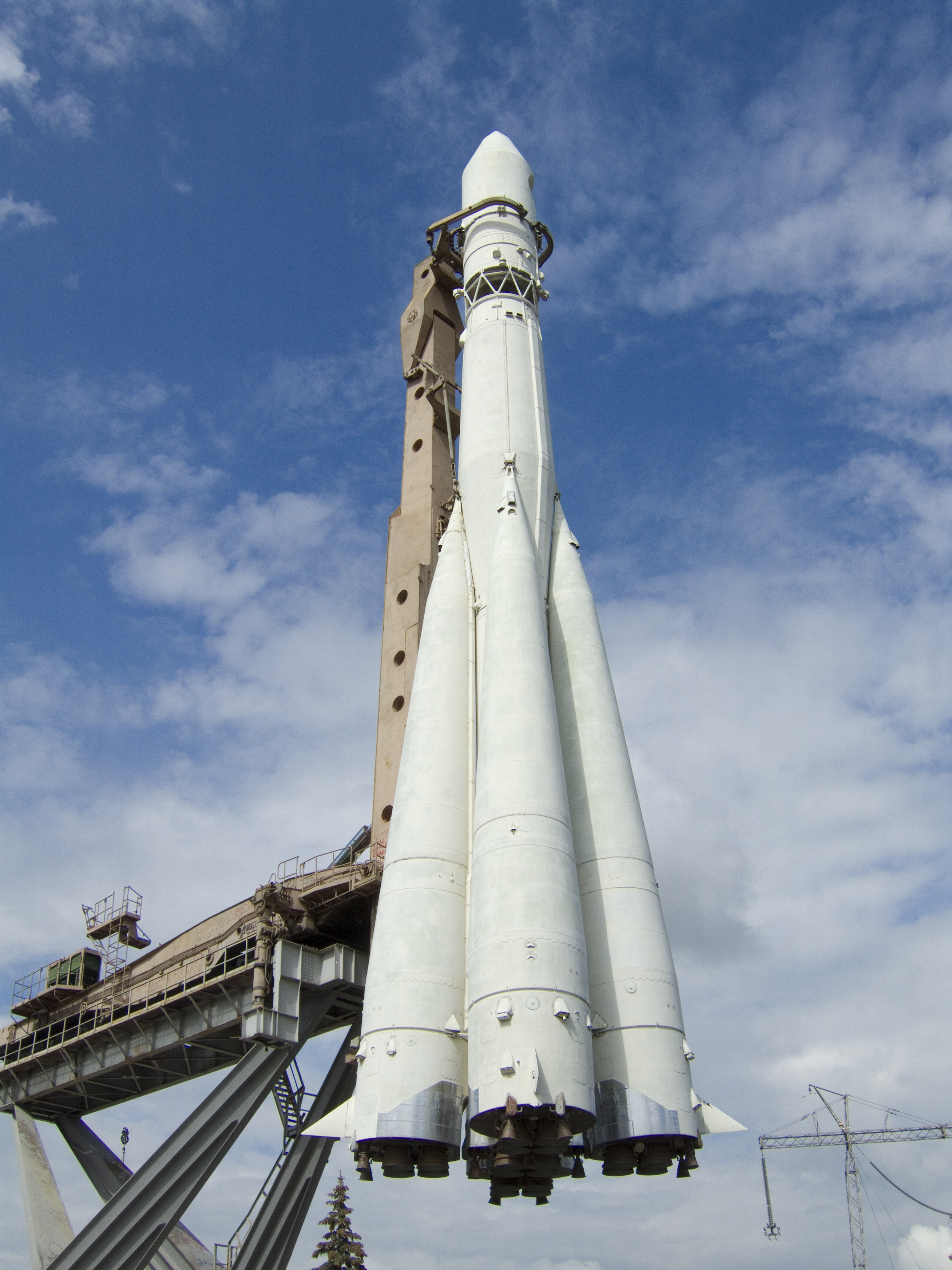

في نهاية الحرب العالمية الثانية، تنافس الروس والجيش البريطاني، والولايات المتحدة والطواقم العلمية تسابقوا لالتقاط التكنولوجيا والموظفين المدربين من برنامج الصواريخ الألمانية. وكان لروسيا وبريطانيا نصيب مُهِمّ، ولكن الولايات المتحدة استفادت أكثر من غيرها. قامت الولايات المتحدة بالقبض علي عدد كبير من علماء الصواريخ الألمان، بما في ذلك فون براون، وأتت بهم إلى الولايات المتحدة ، واستخدمت نفس الصواريخ التي تم تصميمها لتضرب بريطانيا بدلا من ذلك. تطور V-2 الي الصاروخ الأمريكي الصخرة الحمراء. 
بعد الحرب، تم استخدام صواريخ لدراسة الأوضاع على ارتفاعات عالية، عن طريق القياس عن بعد  والكشف عن الأشعة الكونية، وإجراء مزيد من البحوث. لا سيما بيل اكس واحد، وهي أول مركبة مأهولة لكسر حاجز الصوت. واستمر هذا في الولايات المتحدة تحت فون براون وآخرين، الذين أصبحوا جزءاً من المجتمع العلمي في الولايات المتحدة.
ومن المشكلات التي لم تحل العودة الي الغلاف الجوي. وتبين أن المركبة المدارية لديها ما يكفي من الطاقة الحركية لتبخير نفسها. وكان حل اللغز في الولايات المتحدة في عام 1951 عندما قام جوليان ألين وإيه جي إيغرز، (ناسا) باكتشاف غير متوقع وهو ان تصبح الحافة غير حادة  مما يسمح بجعل الدرع الواقي من الحرارة أكثر فعالية. مع هذا  الشكل، فان حوالي 99٪ من الطاقة يذهب في الهواء بدلا من المركبة، وهذا يسمح بالرجوع الآمن  للمركبات المدارية.
تم التعامل مع اكتشاف ألين وإيغرز في البداية باعتباره سرا عسكريا، وقد تم نشره في نهاية المطاف في عام 1958. نظرية الجسم الحاد جعلت من الممكن تواجد تصاميم الدرع الواقي من الحرارة والتي تجسدت في الزئبق، الجوزاء، أبولو، وسويوز، مكنت رواد الفضاء من إعادة الدخول إلى الغلاف الجوي للأرض. كان ماكسيم فاغت، مدير الهندسة والتنمية في مركز المركبة الفضائية المأهولة، غير راض عن طريقة إعادة الدخول.
وقال انه صمم مكوك الفضاء الذي يعمل كهيئة حادة عن طريق دخول الغلاف الجوي عند زاوية مرتفعة للغاية 40 درجة مع الجانب السفلي الذي يواجه اتجاه الرحلة، وخلق موجة صدمة كبيرة من شأنها أن تصرف غالبية الحرارة حول المركبة بدلا من داخلها.

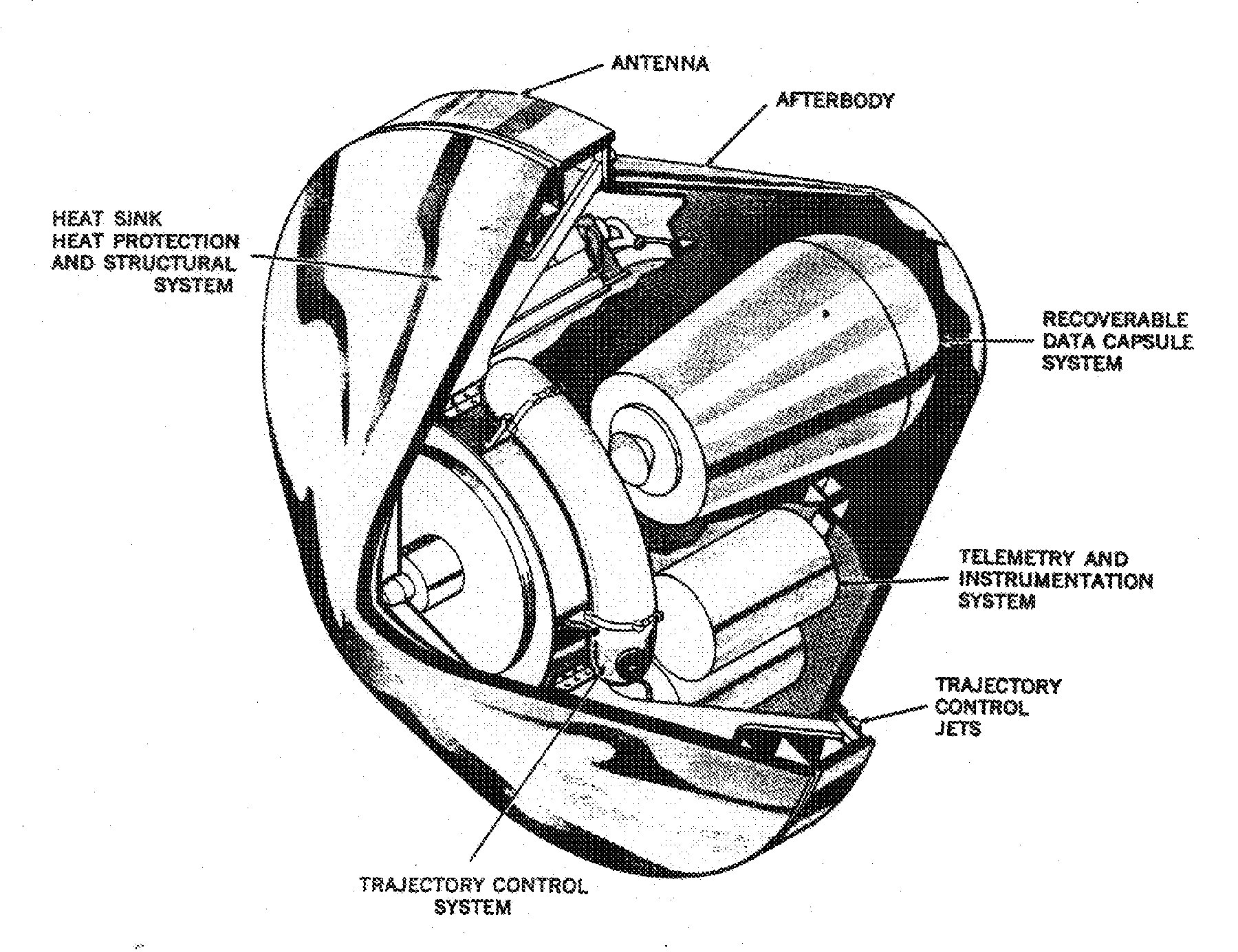
نظرية الجسم الحاد

### الحرب الباردة

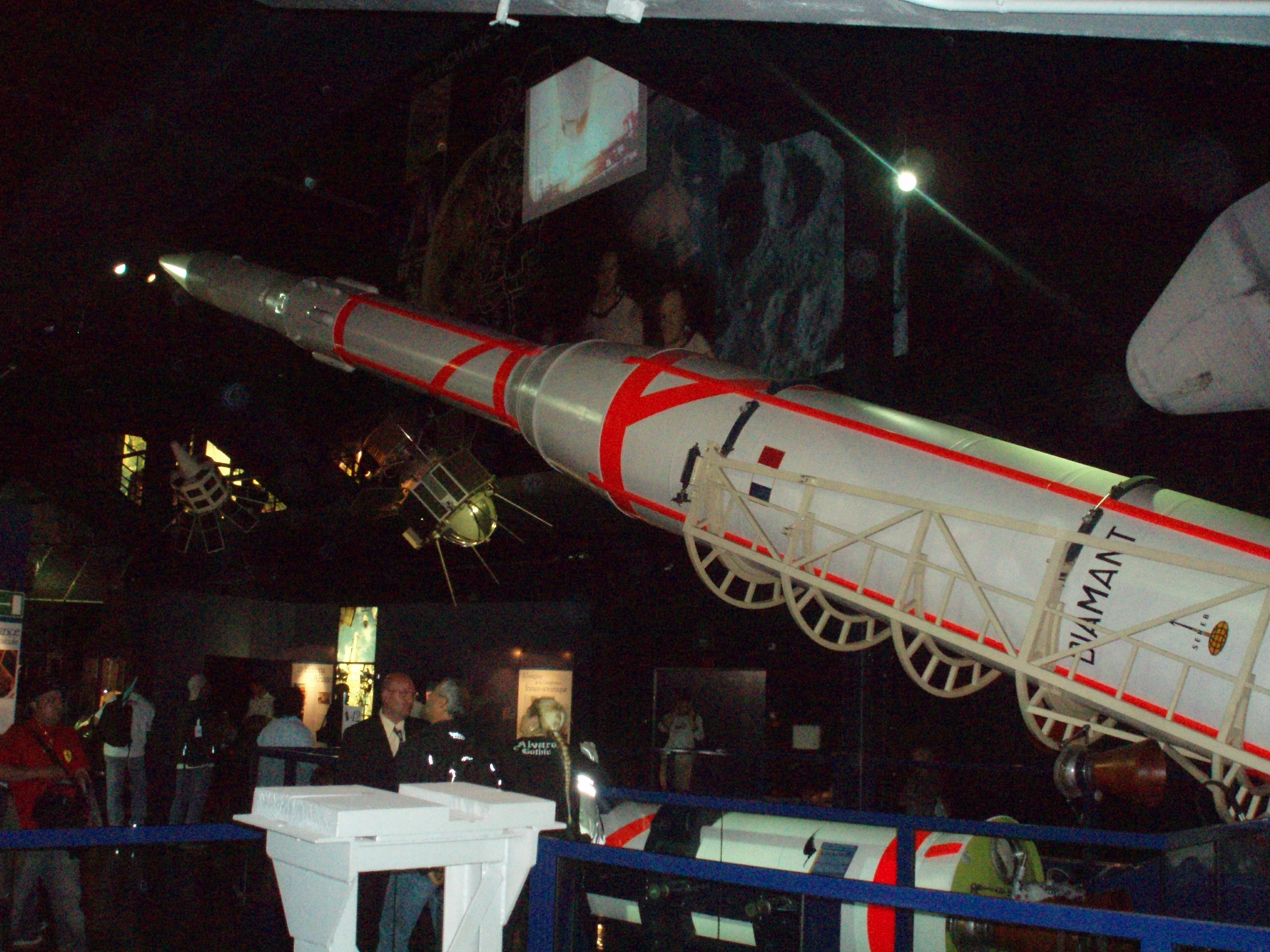
صاروخ فرنسي، 1961

أصبحت الصواريخ في غاية الأهمية عسكريا مثل الصواريخ الباليستية العابرة للقارات الحديثة للقارات عندما أدركت أن الأسلحة النووية التي على حاملة الصواريخ كانت مستحيلة لأنظمة الدفاع الحالية ان توقفها بمجرد ان يتم إطلاقها، والمركبات العابرة للقارات / إطلاق مثل R-7، وأصبحت تيتان واطلس المنصة المفضلة لنقل هذه الأسلحة. 

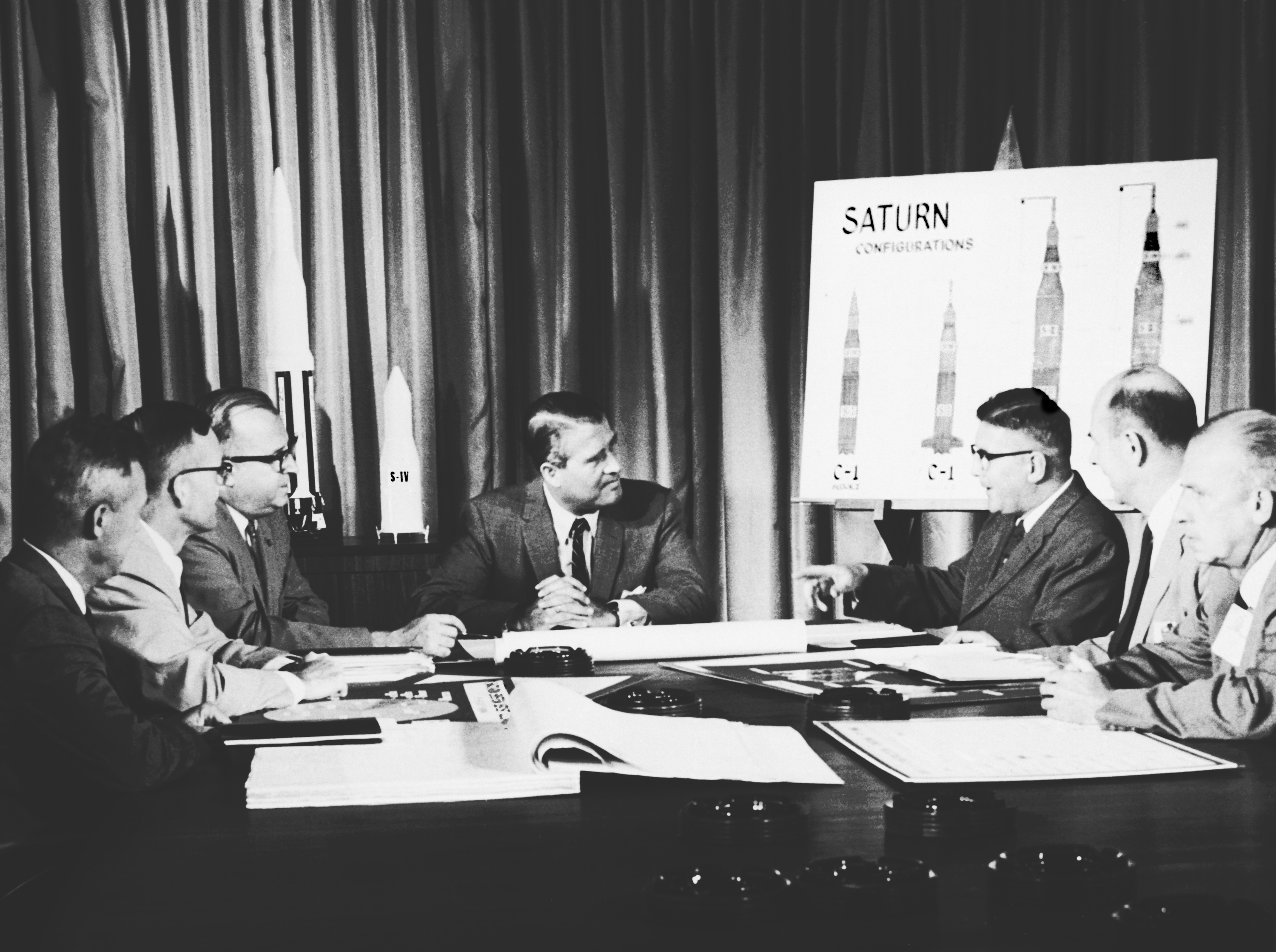
فريق صاروخ فون براون في عام 1961

لعوامل من بينها الحرب الباردة، أصبحت الستينات هي عقد من التطور السريع لتكنولوجيا الصواريخ ولا سيما في الاتحاد السوفياتي (فوستوك، سويوز، بروتون) والولايات المتحدة (مثل X-15 وX-20 داينا-حلق الطائرات). كان هناك أيضا بحث هام في بلدان أخرى، مثل فرنسا وبريطانيا واليابان وأستراليا...، والاستخدام المتزايد للصواريخ ل استكشاف الفضاء، مع إرجاع الصور من الجانب الآخر من القمر ورحلات غير مأهولة ل استكشاف المريخ.
في السبعينيات من القرن العشرون الميلادي قامت أمريكا بالمزيد من محاولات الهبوط علي القمر، قبل إلغاء برنامج أبولو في عام 1975  م.مركبة الفضاء البديلة، والتي يمكن إعادة استخدامها جزئيا «مكوك الفضاء» كان يقصد به أن يكون أرخص، ولكن لم يتحقق هذا التخفيض الكبير في التكاليف. 

## معرض صور

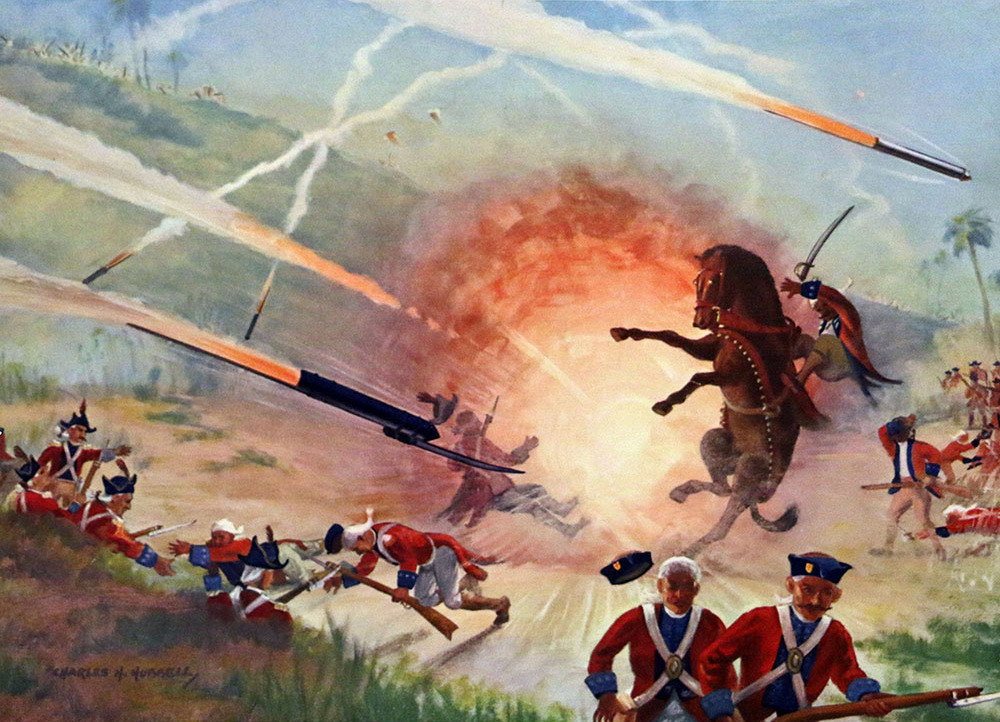
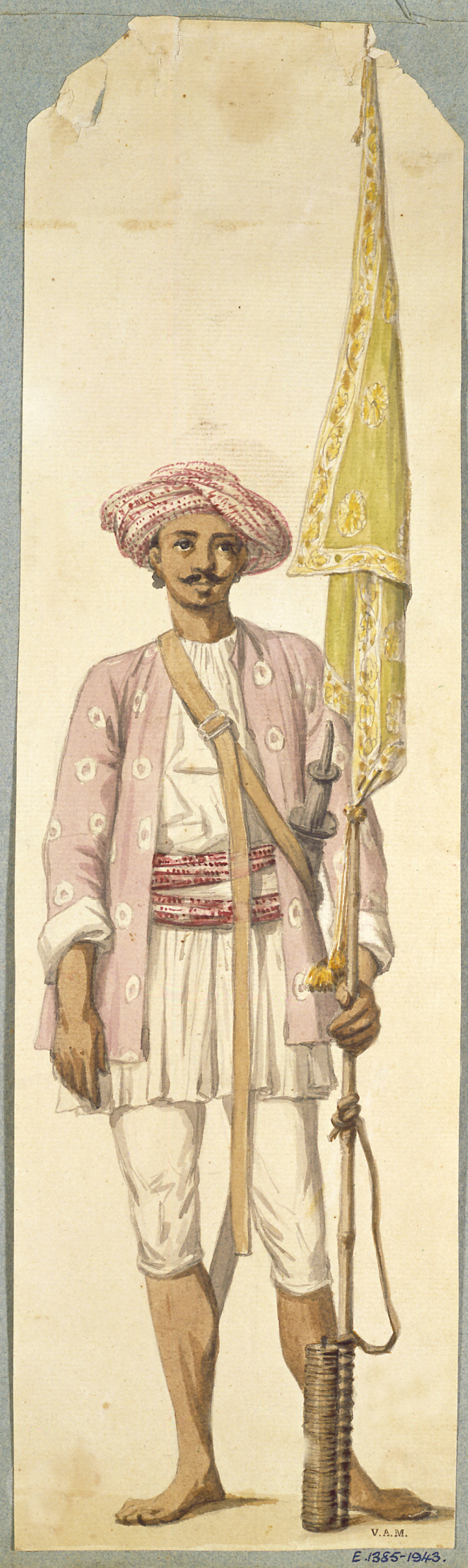
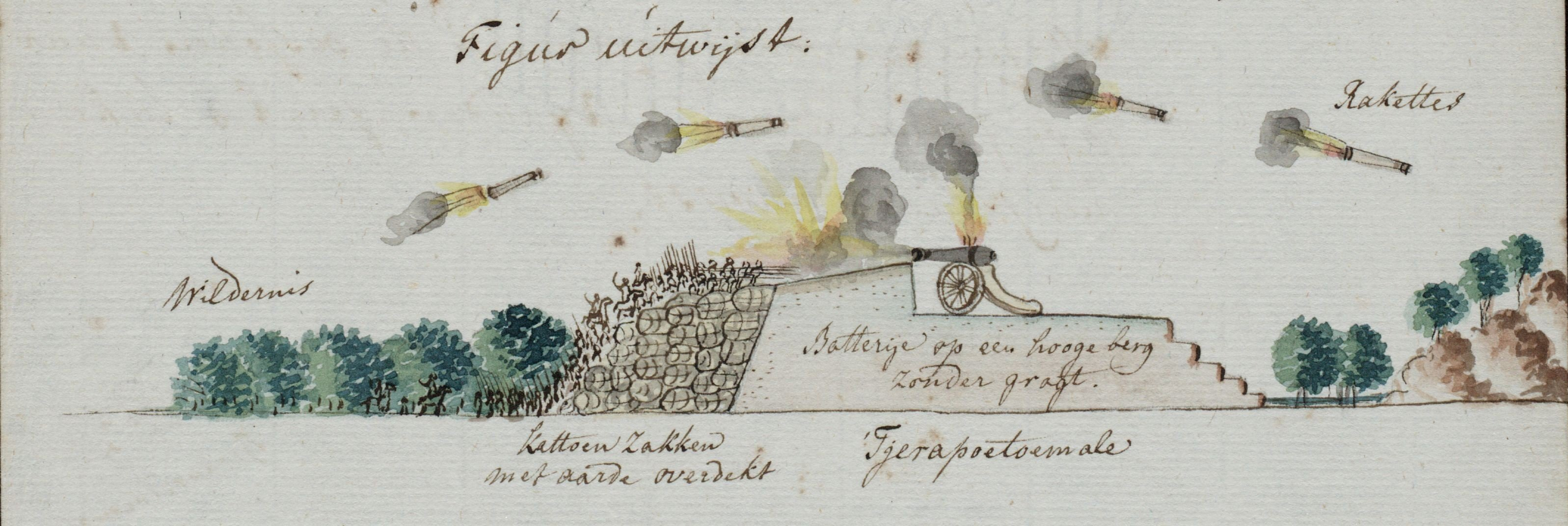